# 大頜樸麗魚
大頜樸麗魚為輻鰭魚綱鱸形目隆頭魚亞目慈鯛科的其中一種，被IUCN列為極危保育類動物，分布於非洲維多利亞湖流域，棲息深度可達8公尺，體長可達17.4公分，棲息在沙泥底質或岩石底質水域，屬肉食性，以魚類為食，生活習性不明。

## 擴展閱讀
維基物種上的相關：大頜樸麗魚